# Víctor García León
Víctor García León (Madrid, 1976) és un guionista i director de cinema espanyol, fill del director de cinema José Luis García Sánchez i de la cantant Rosa León. De petit va fer un petit paper com a actor a Cómo ser mujer y no morir en el intento (1991), i el seu debut com a director i guionista es va produir el 2001 amb Más pena que gloria, amb la que fou nominat al Goya al millor director novell i va obtenir la Bisnaga de Plata al Festival de Màlaga. El 2004 va participar en el llargmetratge col·lectiu ¡Hay motivo! amb el segment Las barranquillas.
El 2006 va dirigir el seu segon llargmetratge Vete de mí, amb guió coescrit amb Jonás Trueba (fill de Fernando Trueba) i amb el que va obtenir els premis Goya al millor actor i al millor actor secundari, el Fotogramas de Plata al millor actor de cinema i la Conquilla de Plata del Festival Internacional de Cinema de Sant Sebastià. El 2007 va dirigir l'obra de teatre de Juan Diego Botto La última noche de la peste.
Deixà durant uns anys el cinema i va dirigir alguns episodis de les sèries Hispania, la leyenda (2012) i Familia (2013). El 2017 va dirigir el seu tercer llargmetratge, el fals documental Selfie, amb el que va guanyar un dels Premis Turia, la Bisnaga de Plata al Festival de Màlaga i el de millor actor al Festival de Cinema d'Espanya de Tolosa de Llenguadoc. El 2019 començà a treballar en l'adaptació de la novel·la de Rafael Azcona Los europeos.

## Filmografia
- Más pena que gloria (2001)
- El elefante del rey (curtmetratge, 2003)
- Vete de mí (2006)
- Selfie (2017)
- Els europeus (2019)